# ORP Orkan (G90)
Pour les autres navires du même nom, voir ORP Orkan et HMS Myrmidon.
L'ORP Orkan, anciennement HMS Myrmidon, est un destroyer de classe M en service dans la marine polonaise pendant la Seconde Guerre mondiale.
Commandé par la Royal Navy sous le nom de HMS Myrmidon, sa quille est posée le 7 décembre 1939 au chantier naval Fairfield Shipbuilding and Engineering Company de Govan, en Écosse. Il est lancé le 2 mars 1942, transféré dans la marine polonaise en décembre 1942 et mis en service sous le nom d'ORP Orkan le 18 novembre 1942.

## Historique
Basé en Grande-Bretagne, le destroyer sert principalement dans l'Arctique. Au début de 1943, il escorte le convoi JW-53 en Russie, revenant avec le convoi RA-52 pour ensuite servir d'escorte de convoi dans l'Atlantique Nord. En juillet 1943, il transporte le corps du général en chef polonais Władysław Sikorski entre Gibraltar et l'Angleterre.
Le 8 octobre 1943, à 07 h 05, l'ORP Orkan est touché par une torpille à tête chercheuse G7 « Gnat » tirée par le sous-marin allemand U-378 alors qu'il escortait le convoi SC-143 dans le nord de l'Atlantique. Il coule quelques minutes plus tard à la position 56° 30′ N, 26° 26′ O. Un officier et 42 matelots sont secourus le destroyer britannique HMS Musketeer. 179 membres d'équipage polonais (dont le commandant) et 7 britanniques décèdent dans cette attaque.

## Commandement
- Komandor Podporucznik  Stanislaw Hryniewiecki du 18 novembre 1942 au 8 octobre 1943 †.